# Rudolf Wimmer (Manager)

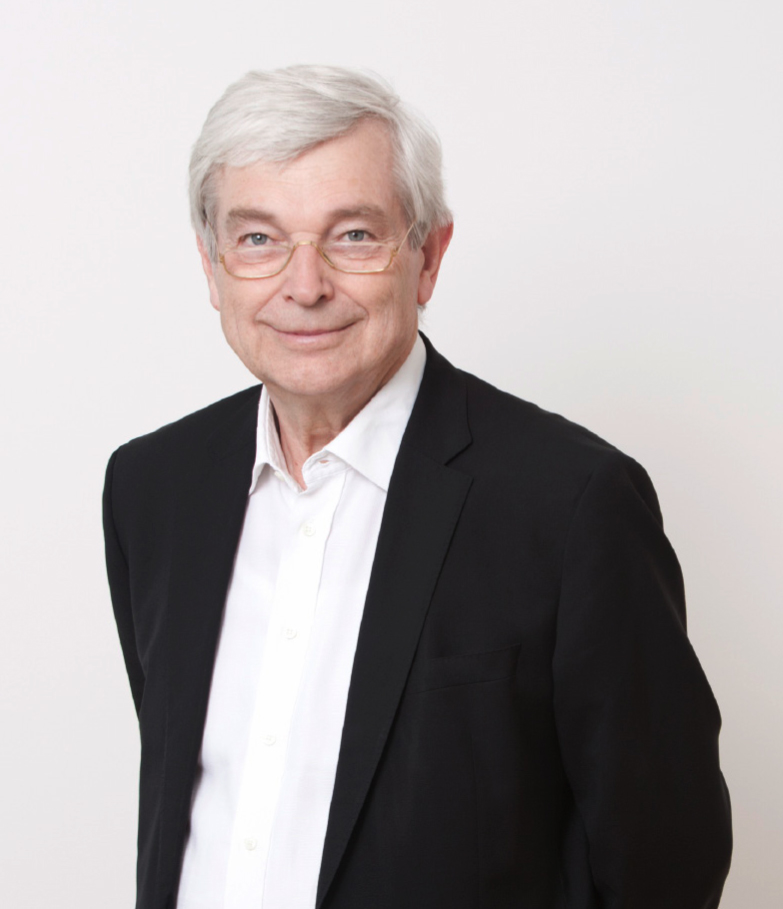
Rudolf Wimmer

Rudolf Wimmer (* 11. April 1946) ist Mitgründer und geschäftsführender Gesellschafter der osb Wien Consulting GmbH, Professor für Führung und Organisation am Wittener Institut für Familienunternehmen an der Universität Witten/Herdecke sowie einer der Gründer des Managementzentrums Witten.

## Leben
Rudolf Wimmer war nach seinem Studium der Rechts- und Staatswissenschaften, der Politikwissenschaft und der Philosophie in Wien als Universitätsassistent an der Universität Wien tätig. Er absolvierte mehrjährige Forschungsaufenthalte in Deutschland und den USA. Er habilitierte sich an der Universität Klagenfurt zum Thema Gruppendynamik und Organisationsberatung. Wimmer ist Gründungsmitglied der 1973 gegründeten Österreichischen Gesellschaft für Gruppendynamik und Organisationsberatung (ÖGGO), in der er als Lehrberater und Lehrtrainer tätig ist.
Wimmer ist seit 1977 als freier Berater und Trainer tätig und seit 1988 Gesellschafter der OSB, Gesellschaft für systemische Organisationsberatung mbH in Wien, die er mitgegründet hat. Bis 2003 war er des Weiteren Redakteur und Mitherausgeber der Zeitschrift Organisationsentwicklung. Von 1999 bis 2004 war Wimmer an der Universität Witten/Herdecke Inhaber des Lehrstuhls für Führung und Organisation und ist dort seit 2004 außerplanmäßiges Professor am selben Lehrstuhl. Am 2. Oktober 2012 bestätigte der Senat der Universität die Wahl von Wimmer zum Vizepräsidenten der Universität Witten/Herdecke. Im Präsidium hat er bis Ende 2016 die Aufgabe der strategischen Organisationsentwicklung wahrgenommen.
Neben seiner Beratertätigkeit verfasste er Publikationen zu Themen der Organisationsberatung, zu Leadership und Strategieentwicklung auf der Grundlage der soziologischen Systemtheorie und forscht unter anderem zum Thema Familienunternehmen. Er ist Mitglied in unterschiedlichen Beiräten und Aufsichtsräten familiengeführter Unternehmen.

## Themenschwerpunkte
Die Schwerpunkte in Wimmers Beratertätigkeit umfassen Fragen des General Management mit dem Schwerpunkt auf Strategieentwicklung, organisatorischem Wandel, Weiterentwicklung und Lernfähigkeit von Organisationen sowie Etablieren geeigneter Steuerungsformen. Im Einzelnen reicht dies von der strategischen Neupositionierung von Unternehmen als Ganzes über die Beratung im Fall von Generationswechseln in Familienunternehmen bis zur Verzahnung einzelner Bereiche eines Unternehmens mit dessen strategischer Zielsetzung
Die Schwerpunktsetzung seiner Beratertätigkeit spiegelt sich auch in Wimmers Arbeit in Lehre und Forschung wider. Auf der Basis der Systemtheorie reflektiert Wimmer in seinen Veröffentlichungen Themen der Organisations- und Strategieentwicklung, des Managements und der Steuerung von Unternehmen sowie den Besonderheiten von Familienunternehmen. Es geht ihm um die Möglichkeiten, Grenzen und um eine angemessene Weiterentwicklung des Ansatzes der Organisationsentwicklung (OE-Ansatz).

## Veröffentlichungen

### Monografien
- 1996: zusammen mit Ernst Domayer, Margit Oswald, Gudrun Vater: Familienunternehmen – Auslaufmodell oder Erfolgstyp? 3. erweiterte Auflage 2018. Gabler, Wiesbaden, ISBN 978-3-322-82895-8.
- 2004: Organisation und Beratung – Systemtheoretische Perspektiven für die Praxis. Erweiterte Auflage 2012. Auer, Heidelberg, ISBN 978-3-89670-849-6
- 2005: zusammen mit Fritz B. Simon, Torsten Groth: Mehr-Generationen-Familienunternehmen. Auer, Heidelberg, ISBN 3-89670-481-8.
- 2008: zusammen mit Reinhart Nagel, Margit Oswald: Das Mitarbeitergespräch als Führungsinstrument ein Handbuch der OSB für Praktiker. 4. Auflage 2008. Schäffer-Poeschel, Stuttgart, ISBN 	978-3-791030265
- 2014: zusammen mit Reinhart Nagel: Systemische Strategieentwicklung. 6., aktualisierte und erweiterte Auflage. Schäffer-Poeschel, Stuttgart, ISBN 978-3-791033419

### Aufsätze
- 1995: Die Funktion des General Managements unter stark veränderten wirtschaftlichen Rahmenbedingungen. In: B. Heitger u. a. (Hrsg.): Managerie. Auer, Heidelberg, S. 74–117
- 1995: Wozu benötigen wir Berater? Ein aktueller Orientierungsversuch aus systemischer Sicht. In: G. Walger (Hrsg.): Formen der Unternehmensberatung. Schmid, Köln, S. 239–283
- 1999: Die Zukunft von Organisation und Beschäftigung. Einige Thesen zum aktuellen Strukturwandel von Wirtschaft und Gesellschaft. In: Organisationsentwicklung Heft 3, S. 26–41
- 2000: zusammen mit Reinhart Nagel: Der strategische Managementprozess: Zur Praxis der Überlebenssicherung in Unternehmen. In: Organisationsentwicklung Heft 1, S. 4–19.
- 2002: Aufstieg und Fall des Shareholder Value Konzeptes. In: Organisationsentwicklung Heft 4
- 2004: OE am Scheideweg. Hat die Organisationsentwicklung ihre Zukunft bereits hinter sich? In: Organisationsentwicklung Heft 1
- 2009: Führung und Organisation – zwei Seiten ein und derselben Medaille. In: Revue für postheroisches Management, Heft 4, S. 20–33
- 2010: Systemische Organisationsberatung – jenseits von Fach- und Prozessberatung. In: Revue für Postheroisches Management, Heft 7, S. 88–103
- 2011: Die Steuerung des Unsteuerbaren. In: Bernhard Pörksen (Hrsg.): Schlüsselwerke des Konstruktivismus. VS Verlag, S. 520–547
- 2012: Die neuere Systemtheorie und ihre Implikationen für das Verständnis von Organisation, Führung und Management.  In: Johannes Rüegg-Stürm, T. Bieger (Hrsg.): Unternehmerisches Management – Herausforderungen und Perspektiven, Festschrift für Peter Gomez. Haupt, Bern, ISBN 978-3-258-07770-3, S. 7–65
- 2013: Die Bewältigung der Wirtschaftskrise als Führungsaufgabe. Organizational Resilience und Familienunternehmen. Teil 1, Heft 2; Teil 2, Heft 3. In: Konflikt Design, 2. Jahrgang
- 2016: zusammen mit Falko von Ameln: Die neue Arbeitswelt, Führung und organisationaler Wandel. In: Gruppe, Interaktion, Organisation, Heft 1, S. 11–21
- 2018: zusammen mit Thomas Schumacher: Gleichzeitig optimieren und neu erfinden? Zum produktiven Miteinander von Innovationslabs und etablierten Unternehmen. In: Zeitschrift für OrganisationsEntwicklung, Heft 1, S. 10–17

### Herausgeberschaft
- 1992: Organisationsberatung. Neue Wege und Konzepte. Gabler, Wiesbaden
- 2009: zusammen mit Jens Meissner, Patricia Wolf (Hrsg.): Praktische Organisationswissenschaft. Lehrbuch für Studium und Beruf. Auer, Heidelberg, ISBN 3-89670-680-2.
- 2014: zusammen mit Katrin Glatzel, Tania Lieckweg: Beratung im Dritten Modus. Die Kunst, Komplexität zu nutzen. Auer, Heidelberg, ISBN 978-3-8497-0035-5.